# 放翊臣
放翊臣（？—？），四川人，清朝政治人物。举人出身。
咸丰三年六月，擔任清朝廣東省潮州府豐順縣知縣。后由劉超接任。